# Zigera nigripunctata
Zigera nigripunctata är en fjärilsart som beskrevs av M.Gaede. Zigera nigripunctata ingår i släktet Zigera och familjen nattflyn. Inga underarter finns listade i Catalogue of Life.